# Teatro Ford

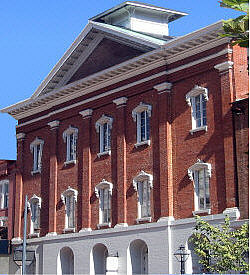
El Teatro Ford en 2008.

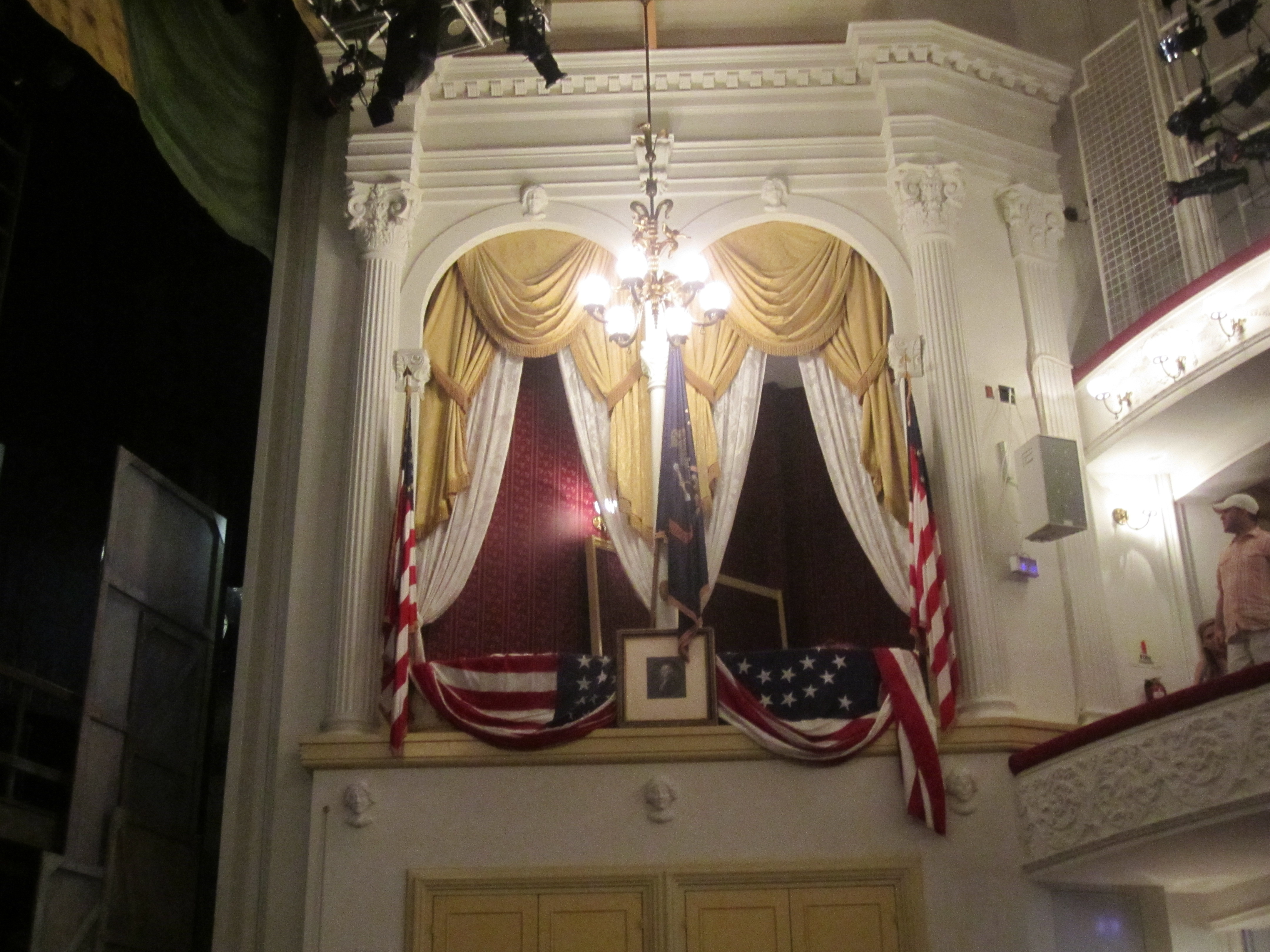
Palco donde fue asesinado Abraham Lincoln.

El Teatro Ford (Ford's Theatre en inglés) es un teatro histórico de la ciudad de Washington D. C., en los Estados Unidos, que se ha utilizado para diversas representaciones teatrales desde la década de 1860.

## Historia
El lugar fue originalmente una casa de culto, construida en 1833 como la segunda casa de reuniones de los primeros bautistas de la ciudad, con Obadiah Bruen Brown como pastor. En 1861, después de que la congregación se mudara a un edificio de nueva construcción, John T. Ford compró la antigua iglesia y la reconvirtió en un teatro.
El teatro fue destruido por un incendio en 1862 y fue reconstruido el año siguiente. Cuando el teatro se reinauguró en agosto de 1863, tenía una capacidad para 2400 personas.
El Teatro Ford fue el lugar en el que fue asesinado el presidente de los Estados Unidos Abraham Lincoln el 14 de abril de 1865 por el actor John Wilkes Booth. Después de recibir el disparo, el presidente fatalmente herido fue llevado a la Casa Petersen, donde murió a la mañana siguiente.
El teatro fue utilizado más adelante como almacén y como oficinas y en 1893 parte de él se derrumbó, causando 22 muertos. Fue renovado y volvió a abrir como teatro en 1968. Durante la década de 2000 se restauró y abrió de nuevo al público el 12 de febrero de 2009, en conmemoración del bicentenario del nacimiento de Lincoln.
La casa Petersen y el teatro se conservan juntos como Sitio Histórico Nacional del Teatro Ford, administrado por el Servicio de Parques Nacionales. La programación del teatro y del "Centro para la Educación" se supervisan por separado por la Sociedad de Teatro Ford.